# Hermann Künanz
Hermann Wilhelm Gottlob Adolf Friedrich Künanz (* 12. Juni 1896 in Hungen; † 8. Februar 1958 in Konradsdorf) war ein deutscher Forstbeamter, Gründer des Landesverbandes Hessen der Schutzgemeinschaft Deutscher Wald und gilt als Wegbereiter und geistiger Vater des  Landschaftsschutzgebiets Hoher Vogelsberg.

## Leben
Hermann Künanz war ein Sohn des Kammerdieners Karl Friedrich
Künanz und dessen Ehefrau Adelheid Köhler. Nach dem Abitur in Gießen im Jahre 1914 absolvierte er ein Studium der Forstwissenschaften an der Justus-Liebig-Universität Gießen und legte 1918 die Fakultätsprüfung ab. Nach dem Referendariat folgte 1921 das Staatsexamen.
1922 promovierte er zum Dr. phil. und erhielt eine Anstellung als Assistent am Forstinstitut der Universität Gießen.
Bevor er in  den Jahren von 1924 bis 1929 beim Forstwirtschaftsamt Darmstadt tätig war, erledigte er Forsteinrichtungsarbeiten im Forstamt Gedern und war Assessor im Forstamt Konradsdorf.
1927 zum Oberförster ernannt, leitete er von April 1929 bis 1958 als Forstmeister die Försterei Konradsdorf.
Von 1944 bis 1945 nahm er einen Lehrauftrag für Forstgeschichte an der Forstlichen Fakultät der Universität Göttingen in Hannoversch Münden wahr.
Sein besonderes Anliegen galt dem Naturschutz. So war er als Kreisbeauftragter für Naturschutz federführend für das Landschaftsschutzgebiet Hoher Vogelsberg, das 1956 auf einer Fläche von 225 km² eingerichtet wurde, tätig. Das Gebiet gilt als ältester Naturschutzpark Deutschlands.
Künanz war Gründer des Landesverbandes Hessen der Schutzgemeinschaft Deutscher Wald.

## Schriften
- 1932 Die Forstwirtschaftslehre Dr. Wilhelm Borgmanns
- 1937 Buchenwirtschaft in der wärmeren Zone des oberhessischen Buchengebietes
- 1939 Der wirtschaftliche Sinn des Durchforstens[1]
- 1956 Landschaftsschutzgebiet „Hoher Vogelsberg“